# Josh Brolin
Josh James Brolin (født 12. februar 1968) er en amerikansk skuespiller der bl.a. er kendt for sine roller i film som No Country for Old Men, W. og Milk, for hvilken han blev nomineret til en Oscar for bedste mandlige birolle.
Siden har han opnået popularitet for sin rolle som Thanos i Marvel Cinematic Universe.

## Filmografi
- Goonierne (1985)
- Thrashin (1986)
- The Road Killers (1994)
- Road Flowers (1994)
- Gang in Blue (1996)
- Flirting With Disaster (1996)
- Bed of Roses (1996)
- Mimic (1997)
- Nightwatch (1998)
- Freeze (1998)
- The Mod Squad (1999)
- Best Laid Plans (1999)
- All The Rage (1999)
- Slow Burn (2000)
- Hollow Man (2000)
- Melinda and Melinda (2004)
- Into the Blue (2005)
- Planet Terror (2007)
- In the Valley of Elah (2007)
- No Country for Old Men (2007)
- American Gangster (2007)
- W. (2008)
- Milk (2008)
- You Will Meet a Tall Dark Stranger (2010)
- Wall Street: Money Never Sleeps (2010)
- True Grit (2010)
- Jonah Hex (2010)
- Woody Allen: A documentary - Manhattan, movies & me (2011)
- Men in Black 3 (2012)
- Gangster Squad (2012)
- Oldboy (2013)
- Labor Day (2013)
- Inherent Vice (2014)
- Sin City: A Dame to Kill For (2014)
- Sicario (2015)
- Everest (2015)
- Hil Cæsar! (2016)
- Sicario 2: Soldado (2018)
- Deadpool 2 (2018)
- Avengers: Infinity War  (2018)
- Avengers: Endgame  (2019)
- Dune (2021)